# Mikajel Mikajeljan
Mikajel Mikajeljan (armenisch Միքայել Միքայելյան; englisch Mikayel Mikayelyan; * 10. Juli 1999 in Aschozk) ist ein armenischer Skilangläufer.

## Werdegang
Mikajeljan startete international erstmals bei den nordischen Skiweltmeisterschaften 2015 in Falun. Dort belegte er den 95. Platz im Sprint. Im folgenden Jahr errang er bei den Olympischen Jugend-Winterspielen in Lillehammer den 35. Platz im Sprint, den 28. Rang im Cross und den 26. Platz über 10 km Freistil. Beim Europäischen Olympischen Winter-Jugendfestival 2017 in Erzurum kam er auf den 30. Platz im Sprint, auf den 25. Rang über 7,5 km klassisch und auf den 15. Platz über 10 km Freistil. Bei den nordischen Skiweltmeisterschaften im Februar 2017 in Lahti errang er erneut den 95. Platz im Sprint. Im Januar 2018 wurde er in Ashotsk armenischer Meister im Sprint und über 10 km und belegte bei den Junioren-Skiweltmeisterschaften in Goms den 51. Platz im Sprint, den 33. Rang über 10 km klassisch und den 23. Platz im Skiathlon. Bei den Olympischen Winterspielen 2018 in Pyeongchang lief er auf den 83. Platz über 15 km Freistil und auf den 72. Rang im Sprint. In der Saison 2018/19 kam sie bei den Junioren-Skiweltmeisterschaften 2019 in Lahti auf den 40. Platz über 10 km Freistil und auf den 37. Rang im 30-km-Massenstartrennen und  bei den nordischen Skiweltmeisterschaften in Seefeld in Tirol auf den 74. Platz über 15 km klassisch. Sein bestes Ergebnis bei der Winter-Universiade 2019 in Krasnojarsk war der 11. Platz im Sprint. Zudem wurde er 2019 und 2020 jeweils armenischer Meister über 10 km Freistil und 10 km klassisch und 2020 im Sprint. Sein Debüt im Weltcup hatte er im November 2019 beim Ruka Triple, welches er auf dem 73. Platz beendete. In der Saison 2020/21 lief er bei den U23-Weltmeisterschaften 2021 in Vuokatti auf den 51. Platz im Sprint und auf den achten Rang über 15 km Freistil und beim Saisonhöhepunkt, den nordischen Skiweltmeisterschaften 2021 in Oberstdorf, auf den 59. Platz im Skiathlon und auf den 47. Rang über 15 km Freistil. In der folgenden Saison belegte er bei den Olympischen Winterspielen 2022 in Peking den 61. Platz über 15 km klassisch sowie den 47. Rang im Skiathlon und bei den U23-Weltmeisterschaften 2022 in Lygna den 54. Platz im Sprint sowie den 45. Rang über 15 km klassisch.

## Teilnahmen an Weltmeisterschaften und Olympischen Winterspielen

### Olympische Spiele
- 2018 Pyeongchang: 69. Platz Sprint klassisch, 79. Platz 15 km Freistil
- 2022 Peking: 47. Platz 30 km Skiathlon, 61. Platz 15 km klassisch

### Nordische Skiweltmeisterschaften
- 2015 Falun: 95. Platz Sprint klassisch, 116. Platz 15 km Freistil
- 2017 Lahti: 93. Platz Sprint Freistil
- 2019 Seefeld in Tirol: 74. Platz 15 km klassisch
- 2021 Oberstdorf: 47. Platz 15 km Freistil, 59. Platz 30 km Skiathlon
- 2023 Planica: 44. Platz 50 km klassisch Massenstart, 56. Platz 15 km Freistil
- 2025 Trondheim: 65. Platz 20 km Skiathlon, 92. Platz 10 km klassisch